# Qnext
Qnext — программа, написанная на Java. Работает на различных платформах (Mac, Microsoft Windows, Linux). Позволяет передавать любые файлы, как напрямую, так и в режиме FTP, организовывать музыкальные зоны и фото-зоны.
Имеет функции чата и электронной почты.
Включает наиболее популярные в Северной Америке игры: шахматы, чекерс (checkers — американские шашки), нарды (4 версии), покер (2 версии — до 8 человек). Есть возможность играть с компьютером.

## Возможности приложения
- Передача аудио.
- Передача фотографий.
- Передача файлов.
- Встроенный IM-клиент (ICQ, AIM, Jabber (в том числе и Google Talk), MSN Messenger и Yahoo! Messenger).
- Видео(4 каналa) и голосовой чат(8 каналов).
- IRC.
- Игры между пользователями или с компьютером: шахматы, шашки, нарды (4 версии), покер (2 версии).

Доступны версии для Windows Vista, Windows NT (5.0+), Linux (не указано), macOS (10.4+)